# La dimensión del cuy
La dimensión del cuy es el tercer álbum de la banda ecuatoriana Cruks en Karnak. El disco es grabado en el año 1999 en Argentina, en los estudios de Psiqueros Records y producido por Sony. Desde la perspectiva de la crítica es el mejor disco que la banda ha producido en su historia, siendo uno de los mejores elaborados en tanto a música, remasterización y producción. 
El nombre del disco debe su nombre al sentimiento de aprecio por el país de la banda Ecuador, en donde se menciona al cuy como animal que se convierte en un símbolo de la identidad ecuatoriana. En la portada del disco se puede apreciar la sombra de una persona que se perfila en la tierra en un atardecer rojizo como los son únicos en el Ecuador, teniendo en la parte posterior de la portada del disco la leyenda "Bienvenidos a la tierra de la gente sin sombra" lo cual es una clara alusión poética a la gente que vive en el Ecuador ubicado en la mitad del mundo, en donde se quiere decir que el sol pega de frente desde el cénit. En el disco se aprecia la cabeza de un cuy con la inscripción que dice "un cuy", con el diseño de las monedas de un sucre que fue hasta el año de 1999 la moneda oficial del Ecuador
Entre los temas que obtuvieron difusión en las emisoras radiales se encuentran «Baila en el templo» y «Tira y afloja».

## Lista de canciones
1. «Baila en el templo»
2. «Perdido en Guayaquil»
3. «Al final estaré en tus ojos»
4. «Tira y afloja»
5. «Sinceramente»
6. «La dimensión del cuy»
7. «Ciudad Cotocollao»
8. «Relajate flaco»
9. «Busco trabajo»
10. «Dios transparente»
11. «Solo en la luz»

- Datos: Q5966496